# Poa unilateralis
Poa unilateralis là một loài cỏ trong họ hòa thảo, thuộc chi poa.